# Папа Јован III
Папа Јован III (лат. Ioannes Tertius; 13. јул 574.) је био 61 папа од 17. јула 561. до 13. јула 574.